# Академия художеств Туркменистана
Государственная Академия художеств Туркменистана (туркм. Türkmenistanyň Döwlet çeperçilik akademiýasy) — высшее художественное учебное заведение Туркменистана. Находится в подчинении Министерства культуры Туркменистана. Академия даёт высшее образование в сфере изобразительного искусства.

## История
Академия художеств Туркменистана основана 1 января 1994 года по указу Президента Туркменистана по инициативе художника-педагога Кульназара Бекмурадова, ставшего первым ректором учебного заведения.
С 3 июля 2009 года ректором академии является Ахатмырат Нувваев.

## Кафедры
На протяжении 6 лет обучения студенты овладевают знаниями по анатомии и перспективе, рисунку и масляной живописи, получают практические навыки по обработке камня и металла в мастерских скульптуры, изучают историю искусств, получают профессиональные знания по технологии ковроделия, керамики и ювелирного искусства.
- Живопись и композиция
- Графика
- Скульптура
- Архитектура и дизайн
- Национальное искусство
- История и теория изобразительного искусства

## Новое здание
Новое здание открылось 1 февраля 2006 года по улице Алишера Навои, рядом с Музеем изобразительных искусств. В открытии принимал участие Президент Туркмении Сапармурат Ниязов. Стоимость комплекса зданий академии построенного французской компанией «Буиг Туркмен» — 40 миллионов долларов США.

## Ректоры
| No | Имя                         | Назначен   | Уволен     | Причина увольнения     |
| 1  | Бекмурадов, Кульназар       | 26.01.1994 | 19.08.2002 | по состоянию здоровья  |
| 2  | Курбанова, Мая              | 28.01.2003 | ??.04.2005 | нет сведений           |
| 3  | Дурдыева, Мая               | ??.04.2005 | 03.07.2009 | за недостатки в работе |
| 4  | Ахатмырат Ягмырович Нувваев | 03.07.2009 |            | действующий            |